# Кенасса в Карасубазаре
Кенасса́ в Карасубаза́ре — ныне не существующее культовое сооружение караимов, располагавшееся в Карасубазаре (нынешнем Белогорске).

## История
Самые ранние зафиксированные сведения о караимском молитвенном доме в Карасубазаре относятся к 1836 году. Здание находилось в найме. В 1865 году у жены губернского секретаря Ольги Соляник караимской общиной был приобретён дом, перестроенный в том же году под кенассу на средства Б. И. Бобовича и И. А. Черкеза. Первым известным карасубазарским газзаном был Ешува Мичри. В связи с тем, что кенасса ряд лет существовала на неофициальном положении и в непозволительной близи к православному храму, Таврическое губернское правление постановлением от 25 октября 1889 года отказало караимскому духовному правлению в её регистрации и запретило проведение в ней богослужений. К 1894 году община наняла для кенассы дом Тараса Мордиросова в городском квартале «Ильдрым» в 75 саженях от православной церкви, который также не удалось официально оформить для религиозных собраний, кроме как по большим праздникам (Песах, Шемини Ачерет и Шавуот) и с разрешения губернского правления.
В начале XX века было построено новое здание кенассы, утвержденное губернскими властями 2 июля 1901 года. На этот раз расстояние от кенассы до ближайшего к ней Ильинского собора (ныне на его месте находится универмаг «Весна») оказалось на 12 саженей больше дозволенного, что лично засвидетельствовал таврический и одесский гахам С. М. Пампулов. Кенасса представляла собой небольшое здание с портиком с северной стороны и находилась в самом центре города, но была «спрятана» в глухом переулке соседнего с собором квартала. Расположение карасубазарской кенассы выявлено современным исследователем В. А. Ельяшевичем: «Возле дома № 9 на Симферопольской улице узкий переулок сворачивает с улицы во внутренний двор, со всех сторон окруженный домами. Здесь, в этом дворе, вероятнее всего, и находилась кенаса, однако уже ничего не напоминает нам о ней». В Государственном архиве Республики Крым хранится «Чертёж караимского молитвенного дома в заштатном городе Карасубазаре Симферопольского уезда Таврической губернии», снятый «с натуры» 10 февраля 1901 года архитектором А. Карапетовым и с небольшими изменениями одобренный Строительным отделением Таврического губернского правления 25 июля 1901 года. Последним известным карасубазарским газзаном был Эфраим Кефели, умерший в 1909 году. После 1910 года сведения о кенассе в Карасубазаре отсутствуют.

## Настоятели кенассы
| Имя                              | Годы служения | Комментарии                      |
| -------------------------------- | ------------- | -------------------------------- |
| Ешува Элишевич (Елисеевич) Мичри | ок. 1859—1874 | и. о. газзана                    |
| Самуил Шемарьевич Пигит          | 1868—1876     | и. о.                            |
| Эфраим Самуилович Кефели         | 1876—1909     | и. о., с 1902 старший (?) газзан |